# 斯克里鎮區 (明尼蘇達州克萊縣)
斯克里鎮區（英語：Skree Township）是位於美國明尼蘇達州克萊縣的一個行政鎮區。

## 地方資料
斯克里鎮區的面積為87.70平方千米，當中陸地面積為86.90平方千米，而水域面積為0.80平方千米。根據2020年美國人口普查的數據，當地共有人口177人，而人口密度為每平方千米2.02人。